# Decimale tijd
Decimale tijd is een tijdsaanduiding die gebaseerd is op een dag verdeeld over 10 uur, die elk 100 minuten van 100 seconden bevat.

## Trivia
- Deze tijdsindeling werd vanaf 1793 gevoerd bij de Franse republikeinse kalender, maar werd na ruim zes maanden weer afgeschaft.[1]
- De decimale tijdsindeling komt terug in de cartoon-serie The Simpsons.[2]